# Random House
Random House és un segell editorial i grup editorial de Penguin Random House. Fundat el 1927 pels empresaris Bennett Cerf i Donald Klopfer com a segell editorial de Modern Library, no trigà a superar Modern Library com a segell principal. Un seguit de compres al llarg de les dècades següents el convertiren en una de les principals editorials dels Estats Units. El 2013 es fusionà amb el Penguin Group per formar Penguin Random House, propietat de Bertelsmann, un conglomerat de mitjans radicat a Alemanya. Penguin Random House fa servir la seva marca per a Random House Publishing Group i Random House Children's Books, així com diversos segells editorials.